# Федьково (Архангельська область)
Федьково (рос. Федьково) — присілок в Вельському районі Архангельської області Російської Федерації.
Населення становить 7 осіб. Входить до складу муніципального утворення Пежемське муніципальне утворення.

## Історія
Від 1937 року належить до Архангельської області.
Від 2004 року належить до муніципального утворення Пежемське муніципальне утворення.

## Населення
| 2002 | 2010 | 2012 | 2014 |
| ---- | ---- | ---- | ---- |
| 8    | ↗13  | ↘5   | ↗7   |